# Harald Bothner

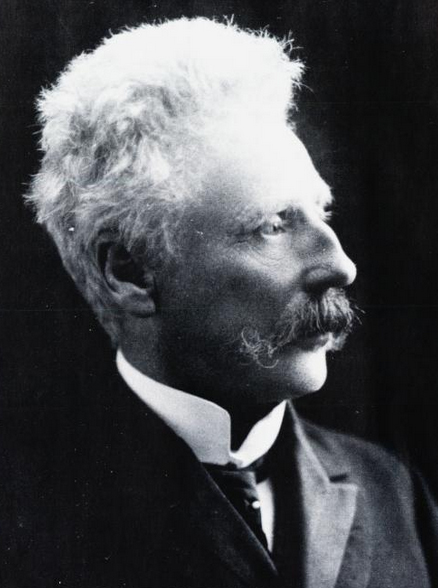

Harald Bothner, född 30 november 1850 i Fredrikshald, död 24 oktober 1924, var en norsk ämbetsman och politiker.
Bothner blev statsadvokat 1889, sorenskriver 1896, stiftamtman i Trondheim och amtman i Søndre Trondhjems amt 1907-21. Han var stortingsman för Radikale venstre 1903-06. Från mars 1905 till oktober 1907 var han ledamot av Regeringen Michelsen, först som medlem av statsrådsavdelningen i Stockholm, och från juni 1905 som chef för revisonsdepartementet, och från november 1905 som justitieminister.
Bothners minnesanteckningar från 1905 skänktes 1924, och blev tillgängliga för forskning 1944.